# Hacıyusuf, Soma
Hacıyusuf là một xã thuộc huyện Soma, tỉnh Manisa, Thổ Nhĩ Kỳ. Dân số thời điểm năm 2011 là 272 người.